# Финес и Ферб (сезон 4)
Четвёртый сезон мультсериала «Финес и Ферб» начался 7 декабря 2012 года на Disney Channel, последняя серия выпущена в эфир 12 июня 2015 года. На российском канале Disney показ сезона начался 2 сентября 2013 года, последняя серия была показана 31 августа 2015 года в ходе телемарафона из наиболее популярных эпизодов мультсериала. Дополнительный эпизод «Архивы О.Б.К.А.» вышел на Disney Channel 9 ноября 2015 года. Премьера этого эпизода состоялась на российском канале Disney 14 декабря 2015 года (12 декабря 2015 на Интернете).

## Производство
25 августа 2011 года серия была возобновлена четвёртым сезоном в результате сделки между Дэн Повенмайр, Джефф Марш, и Дисней, вместе с художественным фильмом и побочными продуктами. 9 ноября 2011 года сезон начался официально, с новыми эпизодами, продолжающимися до 2014 года
Дисней, как владелец Marvel Entertainment с 2009 года, объявил, что герои Marvel, Spider-Man, Халк, Железный человек и Тор появятся в эпизоде, премьера которого состоится 16 августа 2013 года.
15 февраля 2014 года было объявлено, что работа над этим сезоном была закончена и сериал берет бессрочную паузу Однако Dan Povenmire сказал, что команда теперь работает над новыми эпизодами. В июле 2014 года статья в The Daily Beast, Povenmire, сообщила, что они закончили 20 эпизодов, которые выйдут в эфир.
7 мая 2015 года было объявлено что сериал закончен и финальный эпизод под названием Последний день лета выйдет в эфир 12 июня 2015 года.. В России этот эпизод был выпущен в эфир 31 августа 2015 года. Дополнительный специальный выпуск под названием Архивы ОБКА вышел в эфир осенью 2015 и стал последним фильмом, выпущенным в рамках проекта.

### Пятый сезон
Некоторые серии четвёртого сезона, в частности, «Последний день лета», «Уже не маленький», «Записки из Подполья: Назад во 2-е Измерение», «Ночь живых аптекарей», «Затерянные в Дэнвилле»/«Метод Инатора», «Звездные войны», "Операция «Пряничек»/«Кендес — парень», «Ультиматум Климпалуна», «Это не пикник», «Возвращение гадкого кролика», «Фуфельная наука»/«День отца», «Финес и Ферб спасают лето», «Неидеальный шторм» до заявления производителя об окончании работы над сериалом зачастую относили к пятому сезону.

## Эпизоды
| № общий | № в сезоне | Название | Режиссёр                      | Автор сценария | Дата премьеры (США) | Выход на Disney XD (США+Европа) | Выход на Disney Россия                                      | Произв. код |
| --- | ---------- | --- | ----------------------------- | --- | ------------------- | ------------------------------- | ----------------------------------------------------------- | ----------- |
| 175 | 1          | «Муха на стене» «Fly On the Wall»                                                                                                   | Сью Перротто                  | Сюжет: Джим Бёрнштейн Сценарий: Алики Теофилопулос-Граффт и Джон Мефот | 11 января 2013      | 6 апреля 2013                   | 2 сентября 2013 27 апреля 2013 (Disney Channel Scandinavia) | 401a        |
| Финес и Ферб с друзьями строят огромные качели в виде шины. Пока шла стройка, Бьюфорд вынул одну деталь из мотора, и из одной его части выстрелил луч в комнату Кендэс… Оказалось, что этот луч превращает человека в муху, что с Кендэс и случилось… В это время, доктор Фуфелшмертц потерял вдохновение и не может создать задуманный -инатор. Перри соглашается помочь найти нужное русло. |            | |                               | |                     |                                 |                                                             |             |
| 176 | 2          | «Моя новая машина» «My Sweet Ride»                                                                                                  | Роберт Ф. Хьюз                | Сюжет: Дени Ветер Сценарий: Крис Хедрик и Майкл Дайдерих | 1 февраля 2013      | 6 апреля 2013                   | 2 сентября 2013 4 мая 2013 (Disney Channel Scandinavia)     | 401b        |
| На сегодня объявлен «Шуба-дуба Фестиваль», где все в стиле 50-х. На нем проходит конкурс на лучшую машину в стиле 50-х годов, и Лоренс хочет сделать подарок Кендэс — машину 50-х, но её ещё надо ремонтировать. Финес и Ферб быстро чинят и дооснащают машину Кендэс, чтобы она и Джереми могли участвовать в конкурсе. Фуфелшмертц тоже решает участвовать, воссоздав популярную в Друссельштейне машину дяди Простынкина, которую тот собрал из остатков военной техники неудачливых завоевателей, и хотя в Триштатье могут быть другие вкусы, против конкурентов у него есть «Ржавинатор». Тем временем Монограмм-старший на фестивале хочет узнать, с кем встречается его сын Монти, но Карл, заметивший их Ванессой, решает, что лучше сделать Монограмма-младшего своим должником за молчание. |            | |                               | |                     |                                 |                                                             |             |
| 177 | 3          | «За тобой хоть на лёд» «For Your Ice Only»                                                                                          | Роберт Ф. Хьюз                | Сюжет: Скотт Петерсон Сценарий: Джошуа Прюетт и Эдди Питтман | 7 декабря 2012      | 31 декабря 2012                 | 30 декабря 2013 13 апреля 2013 (Disney Channel Scandinavia) | 402a        |
| Зима. Лоренс дарит Финесу и Ферб шанс развлечь зрителей хоккейного матча между периодами, и они устраивают собственный хоккейный матч — Хоккей Z-9. Тем временем, Фуфелшмертц хочет сделать себя самым большим, страшным и волосатым снежным человеком. |            | |                               | |                     |                                 |                                                             |             |
| 178 | 4          | «С Новым Годом!» «Happy New Year»                                                                                                   | Сью Перротто                  | Сюжет: Дени Ветере Сценарий: Энтони Гьюлбод и Каз | 7 декабря 2012      | 31 декабря 2012                 | 30 декабря 2013 20 апреля 2013 (Disney Channel Scandinavia) | 402b        |
| Новогодняя ночь, что может быть прекрасней! Финес и Ферб решают отпраздновать этот праздник в космосе внутри гигантского новогоднего шара, в котором будет бал, транслирующийся на весь мир! В это время Линда и Лоренс увозят Кендэс и Стейси на их первый взрослый новогодний бал. Фуфелшмертц, в свою очередь, хочет отпраздновать Новый год очередной попыткой захватить Триштатье, на сей раз — с помощью Плано-изменятель-инатора, который заставит людей изменить новогодние планы всех людей. |            | |                               | |                     |                                 |                                                             |             |
| 179 | 5          | «Хулиганский дозор» «Bully Bust» | Сью Перротто                  | Сюжет: Джим Бёрнштейн Сценарий: Бёрни Петтерсон и Джо Оррантия | 18 января 2013      | 27 апреля 2013                  | 2 сентября 2013 11 мая 2013 (Disney Channel Scandinavia)    | 403a        |
| Однажды рано утром Кендэс проснулась от странного скрипа — это Бьюфорд завязывал шнурки. У них завязался разговор, и дошло до того, что Кендэс поспорила с Бьюфордом, что он не сможет сделать так, чтобы сегодняшнее изобретение Финеса и Ферба не исчезло. Сами Финес и Ферб строят огромный парк развлечений в виде зуба, и развлекаются на нём с друзьями. Тем временем, Фуфелшмертц выпил слишком много энергетического напитка и теперь у него слишком много энергии и его злобный план получился слишком энергетическим. Новый инатор должен поднять в воздух все ненавистные ему предметы, чтобы он никогда их более не видел. И вот, инатор начинает обстреливать зуб, и Бьюфорду приходится принять удар на себя. |            | |                               | |                     |                                 |                                                             |             |
| 180 | 6          | «Свалка на заднем дворе» «Backyard Hodge Podge»                                                                                     | Сью Перротто                  | Сюжет: Дени Ветер Сценарий: Алики Теофилопоулос-Граффт и Джон Мефот | 19 апреля 2013      | 27 апреля 2012                  | 2 сентября 2013 2 августа 2013 (Disney Channel Scandinavia) | 403b        |
| Финес и Ферб решили создать новый аттракцион из частей старых, и к ним присоединился супер-звезда интернета — Пэрри Грипп. В это время Фуфелшмертц продаёт свои технологии окулисту и получает процент с их использования. Но ему обидно, что оно используется для лечения глаз, в добрых целях, и тогда он создает «Туманвглазаинатор», чтобы больше людей ходило к окулисту и Хайнц получал из его прибыли больше денег на свои злые дела. Первыми испытуемыми «Туманвглазахинатора» стали Перри и сам Фуфелшмертц. Тем временем Линда очень устала и не может понять, действительно ли она видит детей развлекающимися во дворе на опасном аттракционе, или ей все кажется. Её успокаивает ответ Кендэс, которая ничего не видит из-за «Туманвлазахинатора». |            | |                               | |                     |                                 |                                                             |             |
| 181 | 7          | «Киндеркрампус» «Der Kinderlumper»                                                                                                  | Роберт Ф. Хьюз                | Сюжет: Джим Бёрнштейн Сценарий: Майкл Б. Синглтон и Майкл Дайдерих | 15 февраля 2013     | 13 апреля 2013                  | 9 сентября 2013                                             | 404а        |
| В голову Фуфелшмертца приходит очередной коварный план — превратить себя в Киндеркрампуса, страшное чудовище из Друссельштейнских сказок, напугать Роджера до потери пульса, да так, чтобы он убежал и никогда не возвращался, а на его место встанет Хайнц! Кроме него в Киндеркрампуса превращается ещё и Перри, но куда хуже для планов Хайнца, что Роджеру рассказывали сказки о добром Киндеркрампусе, и он его не боится! В это время, в Тришатье проходят сотые ежегодные Бега Шиншилл, и в этом году Принцессой Брюквы, королевы Бегов, становится Кендэс, которой достается немало переживаний из-за того, что они превратились в страшилищ. |            | |                               | |                     |                                 |                                                             |             |
| 182 | 8          | «Несите десерт» «Just Desserts» | Роберт Ф. Хьюз                | Сюжет: Дени Ветер Сценарий: Каз и Ким Роберсон | 5 июля 2013         | 27 июля 2013                    | 9 сентября 2013 18 мая 2013 (Disney Channel Scandinavia)    | 404b        |
| Финес и Ферб решили построить стену для скалолазания. Но Изабелла не может присоединиться к ним, потому что сегодня она должна записать огромную аудиокнигу с правилами гёрлскаутов. Кендэс, чтобы прижучить Финеса и Ферба, решает помочь Изабелле и записывает эту книгу сама с помощью Ирвинга, в то время как сама Изабелла веселится с ребятами. В это время, Фуфелшмертц создаёт Неситедесертинатор, чтобы сорвать все званые ужины своего брата. Этот инатор заставляет человека подать десерт. Естественно, Перри должен его остановить, но у него передозировка глюкозы. |            | |                               | |                     |                                 |                                                             |             |
| 183 | 9          | «Пчелиный день» «Bee Day» | Сью Перротто                  | Сюжет: Дени Ветер Сценарий: Энтони Гьюлбод и Каз | 26 апреля 2013      | 6 июля 2013                     | 9 сентября 2013                                             | 405a        |
| Очередной праздник в Денвилле — Пчелиный день! Фуфелшмертц, устав слушать россказни о королеве пчёл, решает стать королём пчёл! Однако к чему может привести переизбыток пчелиных феромонов? В это время, Финес и Ферб, узнав о резиновом бассейне маленькой Кендэс, воспроизводят его в большом масштабе и устраивают в нём вечеринку. Кендэс по ошибке протестировала себя как эмо, начала как эмо одеваться и грустить о том, что её не понимают, после чего ей расхотелось прижучивать братьев. |            | |                               | |                     |                                 |                                                             |             |
| 184 | 10         | «Пчелиная история» «Bee Story» | Сью Перротто                  | Сюжет: Дэни Ветер Сценарий: Берни Петтерсон и Джо Оррантия | 26 апреля 2013      | 6 июля 2013                     | 9 сентября 2013                                             | 405b        |
| Изабелла и гёрлскауты не могут получить значок за защиту пчёл, так как все пчёлы в Триштатье пропали, улетев на запах феромонов Фуфелшмертца. Они отправляются на поиски пчёл, сами превратившись в пчёл с помощью сорбето-машины Финеса и Ферба. В это время, профессор Бубенвотс ворует маточное молочко, потому что не может захватывать мир, не будучи идеально красивой Эта серия и её -а серия являются по схеме аналогом серий второго сезона «Полёт на мыльном пузыре» и «Изабелла и Храм древесного сока». |            | |                               | |                     |                                 |                                                             |             |
| 185 | 11         | «Международная команда» «Sidetracked»                                                                                               | Роберт Ф. Хьюз и Сью Перротто | Сюжет: Дени Ветер и Скотт Петерсон Сценарий: Каз, Ким Роберсон, Алики Теофилопоулос-Граффт и Джон Мефот                                                                                             | 1 марта 2013        | 20 апреля 2013                  | 16 сентября 2013                                            | 406         |
| Доктор Фуфелшмертц меняется злобными идеями со злобным учёным из Канады. Пока последний строит Облако-притягиватель-инатор, Фуфел угоняет поезд, на котором находится символ Канады — лось Альберт. Так как О. Б. К. А. не может работать на территории Канады — там работает Канадская Организация Без Крутой Аббревиатуры — КОБКА, а поезд проходит прямо по границе Америки и Канады, агенту Лайле Ягодке из КОБКА приходится работать вместе с Перри, который её, мягко говоря, недолюбливает. |            | |                               | |                     |                                 |                                                             |             |
| 186 | 12         | «Проблемный узел» «Knot My Problem»                                                                                                 | Сью Перротто                  | Сюжет: Дэни Ветер Сценарий: Энтони Гьюлбод и Каз | 5 июля 2013         | 27 июля 2013                    | 7 октября 2013                                              | 407a        |
| Финес и Ферб создают гигантский Гордиев узел и запутываются в нём, чтобы попробовать выпутаться. Кендэс, в это время, пытается открыть старый сейф Джереми, а Фуфелшмертц хочет открыть свою собственную забегаловку, но перед этим устранить конкурентов, спровоцировав ужасную прожорливость у их клиентов. Шпагат узла братьев съедобен, и, когда удар -инатора поражает Кендэс, она, к своему ужасу, быстро съедает его до прихода мамы. |            | |                               | |                     |                                 |                                                             |             |
| 187 | 13         | «Отпуск поневоле» «Mind Share» | Роберт Ф. Хьюз                | Сюжет: Мартин Олсон Сценарий: Майкл Б. Синглтон и Майкл Дайдерих | 5 апреля 2013       | 12 апреля 2014                  | 7 октября 2013                                              | 407b        |
| Финес, Ферб и их друзья меняются мозгами с инопланетянами для весёлого отпуска в галактике. Однако выясняется, что эти инопланетяне — межгалактические преступники, находящиеся в тюрьме. Фуфелшмертц знакомится в интернете с девушкой и много брешет о себе, после чего прилагает много трудов, чтобы при встрече подтвердить сказанное. |            | |                               | |                     |                                 |                                                             |             |
| 188 | 14         | «Охота на Перри» «Primal Perry» | Роберт Ф. Хьюз                | Сюжет: Джим Бёрнштейн, Мартин Олсон и Скотт Петерсон Сценарий: Джошуа Пруетт и Кайл Менк | 17 мая 2013         | 2 марта 2013                    | 16 сентября 2013                                            | 408         |
| Фуфелшмертц устраивает облака в виде своего имени и нанимает охотника на утконосов, чтобы тот поймал Перри. Но Лайм, этот самый охотник, оказывается сумасшедшим, который теперь хочет убить Перри и Фуфела. Им приходится действовать сообща. В это время на Балжита сваливаются множество выборов и он не может определиться. Тогда Финес и Ферб создают Генератор Бесконечных Идей, чтобы каждый раз, как только Балжит встаёт перед выбором, он делится на несколько Балжитов, чтобы каждый прожил свою жизнь после выбора. Однако Балжитов становится слишком много, целая толпа, которую объединила идея побить Бьюфорда. |            | |                               | |                     |                                 |                                                             |             |
| 189 | 15         | «Чупакендэс» «La Candace-Cabra» | Сью Перротто                  | Сюжет: Джонатан Говард Сценарий: Берни Петтерсон и Джо Оррантия | 12 июля 2013        | 3 августа 2013                  | 23 сентября 2013                                            | 409a        |
| Финес и Ферб хотят поймать знаменитую неуловимую Чупакабру, и им это удается, но она является агентом «ОБКА», и Перри должен её освободить. Фуфелшмертц создаёт «Замещенатор», с помощью которого он хочет менять волосы на лысины и заставить людей покупать его крем для восстановления волос, и благодаря ему в ящике, который Кендэс хочет предъявить маме, вместо Чупакабры оказывается Бьюфорд. |            | |                               | |                     |                                 |                                                             |             |
| 190 | 16         | «С Днём Рождения, Изабелла!» «Happy Birthday, Isabella!»                                                                            | Роберт Ф. Хьюз                | Сюжет: Скотт Петерсон Сценарий: Каз и Ким Роберсон | 12 июля 2013        | 3 августа 2013                  | 23 сентября 2013                                            | 409b        |
| Финес готовит вечеринку ко дню рождения Изабеллы, хотя сама Изабелла не хочет никакого сюрприза. Она всего лишь хочет провести день с Финесом. Фуфелшмертц создаёт Жукопревращателеинатор, с помощью которого он хочет превратить ненужные вещи в жуков. В ходе погони Перри въезжает домой к Стейси и она узнаёт, что Перри — секретный агент. Стейси не хочет стирать память и обещает не выдавать его тайну, и они изображают дело так, будто Стейси не было дома, так что Монограмм ничего на заподозрил. |            | |                               | |                     |                                 |                                                             |             |
| 191 | 17         | «Большие капли» «Great Balls of Water»                                                                                              | Сью Перротто                  | Сюжет: Джим Бёрнштейн Сценарий: Алики Теофилопоулос-Граффт и Джон Мефот | 7 июня 2013         | 20 июля 2013                    | 23 сентября 2013                                            | 410a        |
| Финес и Ферб создают водяную плёнку над городом и веселятся на ней. Кендэс пытается их прижучить, оставив Джереми одного. |            | |                               | |                     |                                 |                                                             |             |
| 192 | 18         | «А где Мизинчик?» «Where’s Pinky?»                                                                                                  | Роберт Ф. Хьюз                | Сюжет: Дени Ветер, Джим Бёрнштейн и Мартин Олсон Сценарий: Эдди Питтман и Джошуа Прюэтт | 7 июня 2013         | 20 июля 2013                    | 23 сентября 2013                                            | 410b        |
| Кендэс идет в Капитолий Дэнвиля, чтобы встретиться с Джереми, но попадает на экскурсию. Мизинчик Чихуахуа вместе с Перри должен остановить Фуфелшмертца, план которого — похитить акт об образовании Триштатья, чтобы получить власть над ним, с помощью невидимости. Бьюфорд одевает прибор, давший ему собачий нюх, чтобы помощь Изабелле найти Мизинчика. |            | |                               | |                     |                                 |                                                             |             |
| 193 | 19         | «Миссия Marvel» «Phineas and Ferb Mission Marvel»                                                                                   | Роберт Ф. Хьюз и Сью Перротто | Сюжет: Дэни Ветер, Джим Бёрнштейн, Мартин Олсон и Скотт Петерсон Сценарий: Кайл Менк, Джошуа Прюетт, Ким Роберсон, Каз, Джо Оррантия, Эдди Питтман, Берни Петтерсон и Энтони Гьюлбод                | 16 августа 2013     | 25 августа 2013                 | 12 декабря 2013 29 октября 2013 (DVD)                       | 411—412     |
| «Сила-забери-инатор» доктора Фуфелшмертца, которым он хотел взять немного власти у своего брата Роджера, отражается от космической станции Финеса и Ферба и поражает Человека-паука, Железного человека, Халка и Тора. Супергерои Marvel, лишённые своей силы, встречаются с Финесом и Фербом, которые пытаются вернуть им их вернуть. Суперзлодеи Marvel приходят к Фуфелшмертцу, чтобы с помощью его -инаторов захватить весь мир, но вскоре их планы расходятся. Супергерои пытаются сражаться и не имея своих сил, им помогают Финес и Ферб в костюме Птица, Перри, маскирующийся под Утю Момо, и Балджет, случайно получивший силу Халка. Кендэс тоже желает помочь супергероям, сначала от неё лишь проблемы, но потом она с помощью Изабеллы смогла вернуть супергероям их силы, которые оказались на станции Финеса и Ферба. |            | |                               | |                     |                                 |                                                             |             |
| 194 | 20         | «Не забудьте про «спасибо»» «Thanks But No Thanks»                                                                                  | Сью Перротто                  | Сюжет: Мартин Олосн Сценарий: Энтони Гьюлбод и Каз | 13 сентября 2013    | 19 октября 2013                 | 30 сентября 2013                                            | 413a        |
| Карл подловил Монти Монограмма на свидании с Ванессой Фуфелшмертц, и единственное, чего он хочет в обмен на своё молчание, так это благодарность от Монограмма-старшего за свою работу. В это время Финес, Ферб и их друзья изобретают новые виды развлечений, где все строятся в пирамиды, а Кендэс узнаёт, что их соседка видела всё, что делали её братья за лето. |            | |                               | |                     |                                 |                                                             |             |
| 195 | 21         | «Троянская история» «Troy Story» | Роберт Ф. Хьюз                | Сюжет: Джим Бёрнштейн и Скотт Петерсон Сценарий: Майкл Дайдерих и Майкл Б. Синглтон | 20 сентября 2013    | 19 октября 2013                 | 30 сентября 2013                                            | 413b        |
| Кэдес записалась в книжный клуб, где сейчас читают «Илиаду», и смотрит из окна за тем, как Финес и Ферб воссоздают Троянскую битву. В это время доктор Фуфелшмертц пытается разобраться в своих приборах и вместе с недавно нанятой домработницей заблуждается у себя дома, где среди прочих потерялся «Упорядочинатор». |            | |                               | |                     |                                 |                                                             |             |
| 196 | 22         | «Любовь с первого байта» «Love at First Byte»                                                                                       | Сью Перротто                  | Сюжет: Мартин Олсон Сценарий: Эдди Питтман и Джо Оррантия | 2 августа 2013      | 5 октября 2013                  | 30 сентября 2013                                            | 414a        |
| Линда организовывает праздник, и Финес и Ферб ей помогают в этом. Там Норм, робот доктора Фу, встречает роботессу Хлою и влюбляется в неё. Хайнц учит Норма ухаживать за ней, но, увы, оказалось, что Хлоя была создана злым ученым Родни, у которого с Фуфелшмертцем взаимная ненависть. |            | |                               | |                     |                                 |                                                             |             |
| 197 | 23         | «Поворот» «One Good Turn» | Роберт Ф. Хьюз                | Сюжет: Джим Бёрнштейн Сценарий: Эдвард Ривера и Майкл Дайдерих | 9 августа 2013      | 5 октября 2013                  | 30 сентября 2013                                            | 414b        |
| На следующий день после свалки на заднем дворе, Финес и Ферб думают, что делать с остатками от неё, и создают невероятную непреодолимую полосу препятствий. Кендэс участвует в её преодолении вместе со Стейси, которая мечтает хоть раз победить Джинджер. В это время доктор Фуфелшмертц хочет вызвать скандал, повернув брата на 90 градусов перед мэром Упрямбурга, чтобы вынудить Роджера танцевать после этого традиционный упрямбуржский танец раскаяния, выглядящий унизительно, перед оскорбленным гостем. |            | |                               | |                     |                                 |                                                             |             |
| 198 | 24         | «Кошмар на улицах Дэнвилля» «Cheers for Fears»                                                                                      | Сью Перротто                  | Сюжет: Дэни Ветер Сценарий: Алики-Теофилопулос Граффт, Джон Мато и Ким Роберсон | 1 ноября 2013       | 29 марта 2014                   | 12 февраля 2014                                             | 415a        |
| У Джереми день рождения, Финес и Ферб помогают Кендэс с подарком для него. Фуфелшмертц изобретает Ужас-инатор, реализующий самые страшные ужасы человека, но Перри оказался бесстрашен, а Хайнц столкнулся с ужасом торговых автоматов с едой. Изабелла молчит 24 часа, чтобы получить значок за молчание. |            | |                               | |                     |                                 |                                                             |             |
| 199 | 25         | «Какая удача!» «Just Our Luck» | Сью Перротто                  | Сюжет: Дэни Ветер Сценарий: Алики Теофилопулос-Граффт и Джон Мато | 10 января 2014      | 5 апреля 2014                   | 12 февраля 2014                                             | 415b        |
| Чтобы сравняться с везунчиком Роджером, Фуфелшерц создаёт «Укради-Удач-инатор», и попав под его действие, становится самым удачливым человеком на планете! С ним может сравнится только Кендэс, в которую также попал луч инатора. А вот Финеса и Ферба преследуют невероятные поломки и неудачи, которые они решили преодолеть, предусмотрев в своем новом аттракционе защиту от всех возможные проблем и аварий. |            | |                               | |                     |                                 |                                                             |             |
| 200 | 26         | «Возврат товара» «Return Policy» | Сью Перротто                  | Сюжет: Дэни Ветер Сценарий: Майк Белл и Патрик О’Коннор | 24 января 2014      | 11 июня 2014                    | 10 августа 2014 12 мая 2014 (ПлюсПлюс)                      | 416a        |
| Финес и Ферб строят самый крутой тренажер для бейсбола и устраивают в нём соревнования, в то время как Кендэс, поехавшая с мамой в торговый центр за косметикой, встречает Джереми и идет заниматься с ним водными видами спорта. |            | |                               | |                     |                                 |                                                             |             |
| 201 | 27         | «Неидеальный шторм» «Imperfect Storm»                                                                                               | Роберт Ф. Хьюз                | Сюжет: Мартин Олсон Сценарий: Берни Петтерсон и Джошуа Прюетт | 1 августа 2014      | 11 июня 2014                    | 10 августа 2014 26 апреля 2014 (Disney Channel Scandinavia) | 416b        |
| Линда нанимает ландшафтных дизайнеров, которые понимают свою работу как искусство, которое не должно быть понятным сразу. Кендэс слышит, как Линда называет их оформление двора ужасом и думает, что это мама подловила братьев. Тем временем Финес и Ферб сделали воздушных змеев и создали ветероувеличитель (необходимо подуть в трубку и воздух умножается в несколько раз). А Фуфелшмертц решил отомстить своей однокласснице Грюлинде за то, что она в детстве обливала его водой, и создал водополивательинатор. Но оказалось, что Грюлинда так показывала любовь, которая сразу прошла, когда она узнала о его злопамятности. |            | |                               | |                     |                                 |                                                             |             |
| 202 | 28         | «Век паровых машин» «Steampunx» | Роберт Ф. Хьюз                | Сюжет: Дэни Ветер Сценарий: Берни Петтерсон и Джошуа Прюетт | 15 ноября 2013      | 23 ноября 2013                  | 17 августа 2014 13 мая 2014 (ПлюсПлюс)                      | 417a        |
| Отец Финеса и Ферба находит монету 1903 года, и под его рассказ про те времена показывается история, где живут очень похожие на них изобретательные дети, проходит выставка паровых машин, и похожий на Фуфелшмертца сумасшедший ученый хочет своими машинами показать людям, что прогресс — зло. |            | |                               | |                     |                                 |                                                             |             |
| 203 | 29         | «Это не пикник» «It’s No Picnic» | Сью Перротто                  | Сюжет: Дэни Ветер Сценарий: Джо Оррантия и Эдди Питтман | 8 августа 2014      | 23 июня 2014                    | 17 августа 2014 13 мая 2014 (ПлюсПлюс)                      | 417b        |
| Ферб идёт на приём к дантисту, а Бьюфорд и Балжит отправляются на состязания Тжиндеров и Ван Стоммов. Оставшаяся наедине с Финесом Изабелла помощью герл-скаутов и Кендэс устраивает романтический пикник. В это время доктор Фуфелшмертц сильно обеднел, и вместо того чтобы использовать созданный им «Транспортинатор» для очередной пакости, отправляет с его помощью Ванессу, мечтавшую о фестивале фильмов ужасов, в кинотеатр. Оказавшись, к своему ужасу, среди детей на кинофестивале Ути Момо, она узнает от сидящей там Кендэс, чем хороши фильмы об этой игрушке. Тем временем «Транспортинатор» продолжает действовать, возвращенный им домой Ферб пробуждает Финеса к активной деятельности, и Кендэс возвращается к прижучиванию. |            | |                               | |                     |                                 |                                                             |             |
| 204 | 30         | «Страшная Трилогия Ужасов Триштатья» «Terrifying Tri-State Trilogy of Terror»                                                       | Роберт Ф. Хьюз                | Сюжет: Дэни Ветер, Мартин Олсон и Скотт Петерсон Сценарий: Майк Белл и Ким Роберсон | 5 октября 2013      | 12 октября 2013                 | 16 декабря 2013                                             | 418         |
| В Триштатье намечаются продажи книги «Страшная Трилогия Ужасов Триштатья», и вот три связанные с этим истории: Утя Момо становится злой! Кендэс читает книгу и узнаёт, что эта книга заколдована, и может оживить куклу и она станет злой. Когда Кендэс обнаруживает, что её любимая кукла Утя Момо ожила, она долго пытается от неё спастись, но оказалось, что Утя Момо хочет лишь чтобы её приласкали, а злой стала совсем другая кукла. Ночь невероятно большой головы ребёнка Доктор Фуфелшмертц ловит Гигантскую Летающую Голову Младенца с помощью «Гигантскаялетающаяголовамладенца-приманиватель-инатора», и теперь она должна исполнить три его желания. Но точно сформулировать их слишком сложно, особенно когда мешается Перри. Вторжение злых утконосьих клонов Бьюфорд, узнав, что если пролить на утконоса виноградный сок, то появится его злой клон, проливает виноградный сок на Перри, и возникают сотни злых фиолетовых клонов утконоса, которые тут же отправились сеять хаос в Денвилле. |            | |                               | |                     |                                 |                                                             |             |
| 205 | 31         | «Друссельштейнуин» «Drusselsteinoween»                                                                                              | Роберт Ф. Хьюз                | Сюжет: Дэни Ветер Сценарий: Кайл Менк и Майкл Дайдерих | 4 октября 2013      | 26 октября 2013                 | 6 февраля 2014                                              | 419a        |
| Хайнц Фуфелшмертц получают в наследство от покойной тёти переносной замок в Друссельштейне и перевозит его к себе. Ванесса с помощью Финеса и Ферба устраивает хэллоуинскую вечеринку с маскарадом, чтобы тайно свидеться на ней с Монти, а Хайнц с Перри ищут в замке богатое наследство тётушки. Монограмм-старший чуть не поймал сына на свидании с дочерью врага, но слишком многие пришли в одинаковых костюмах Алого Первоцвета, и хозяйку бала выручает Стейси. |            | |                               | |                     |                                 |                                                             |             |
| 206 | 32         | «Взгляни страху в глаза» «Face Your Fear»                                                                                           | Роберт Ф. Хьюз                | Сюжет: Мартин Олсон Сценарий: Берни Петтерсон и Джошуа Прюетт | 11 октября 2013     | 26 октября 2013                 | 6 февраля 2014                                              | 419b        |
| Проанализировав ужастики, Фуфелшмертц решает поэкспериментировать с увеличением милых зверушек, чтобы сделать их страшными, и покупает летучую мышь. Оказалось, что она вызывает у него панический страх, и даже Ванесса, которой мышь кажется очень милой, не может его успокоить. После того как по вине Норма летучая мышь увеличивается, она хватает Хайнца и улетает, и Перри вынужден лететь его спасать. В это время Финес и Ферб строят горку для скейтбординга из пенопласта, а Кендэс, находящаяся вместе с родителями и Джереми на экскурсии в космическом центре, решает прижучить братьев с помощью спутника. |            | |                               | |                     |                                 |                                                             |             |
| 207 | 33         | «Ультиматум Климпалуна» «The Klimpaloon Ultimatum»                                                                                  | Сью Перротто                  | Сюжет: Дэн Повенмайр, Дэни Ветер, Джим Бёрнштейн, Мартин Олсон и Скотт Петерсон Сценарий: Патрик О’Коннор, Зак Монкриф, Эдвард Ривера и Майкл Дайдерих                                              | 18 июля 2014        | 7 июля 2014                     | 24 августа 2014 14 мая 2014 (ПлюсПлюс)                      | 420         |
| Чтобы Кендэс вместе с «Трио любви» была допущена к конкурсу с песней о Климпалуне, живом закрытом полосатом купальном костюме, Финес и Ферб должны найти его в Гималаях и предъявить жюри. Но Климпалун нужен спонсору этого конкурса, производителю купальных костюмов, чтобы вывести на рынок новый продукт. В это время Фуфелшмертц делает -инатор, чтобы превратить своего брата Рождера в бородавочника и лишить его поста мэра, но он превращает в бородавочника не Роджера, а спонсора конкурса. |            | |                               | |                     |                                 |                                                             |             |
| 208 | 34         | «Фуфельная наука» «Doof 101» | Роберт Ф. Хьюз                | Сюжет: Дэн Повенмайр и Джефф «Свомпи» Марш Сценарий: Ким Роберсон, Зак Монкриф и Дэн Повенмайр | 6 февраля 2015      | 27 ноября 2014                  | 31 августа 2014 15 мая 2014 (ПлюсПлюс)                      | 421a        |
| Фуфелшмертца приговаривают к общественным работам, и он становится учителем в школе дочери Ванессы. У Джонни, бывшего парня Ванессы и её одноклассника, разбито сердце. В ходе неудачного демонстрационного опыта на уроке генетики Фуфелшмертц случайно превращает его в монстра, и тогда он похищает Ванессу. Хайнцу и Перри понадобилась помощь всего класса, чтобы ввести Джонни антидот и вернуть его к человеческому виду. |            | |                               | |                     |                                 |                                                             |             |
| 209 | 35         | «День отца» «Father’s Day» | Сью Перротто                  | Сюжет: Скотт Петерсон Сценарий: Эдвард Ривера и Патрик О'Коннор | 22 августа 2014     | 10 июня 2014                    | 31 августа 2014 15 мая 2014 (ПлюсПлюс)                      | 421b        |
| Наступил день отца. Финес и Ферб поздравляют Лоренса, а тот, в свою очередь, поздравляет Реджинальда и с помощью Финеса и Ферба они вместе проводят время в полете. Фуфелшмертц находит конфискованного садового гнома, чтобы восстановить отношения со своим отцом, а Ванесса поздравляет папу, подарив ему множество кнопок самоуничтожения для его -инаторов. |            | |                               | |                     |                                 |                                                             |             |
| 210 | 36         | «Операция «Пряничек»» «Operation Crumb Cake»                                                                                        | Роберт Ф. Хьюз                | Сюжет: Дени Ветер Сценарий: Ким Роберсон и Майк Белл | 27 февраля 2015     | 14 июля 2014                    | 14 сентября 2014 15 мая 2014 (ПлюсПлюс)                     | 422a        |
| Изабелла и гёрлскауты пытаются вернуть любовное письмо, которое та отправила Финесу. В то время Фуфелшмертц сделал -инатор, который заставляет всех действовать в обратную сторону, чтобы повернуть Меркурий назад и исправить свой гороскоп. |            | |                               | |                     |                                 |                                                             |             |
| 211 | 37         | «Кендэс — парень» «Mandace» | Сью Перротто                  | Сюжет: Джим Бёрнштейн Сценарий: Алики Теофилопоулос-Граффт и Джон Мефот | 27 февраля 2015     | 14 июля 2014                    | 14 сентября 2014 15 мая 2014 (ПлюсПлюс)                     | 422b        |
| Фуфелшмертц создает устройство, благодаря которому вместо него видели бы голограмму. Но выстрел попадает в Кендэс, та принимает вид доставщика пиццы и решает получше узнать Джереми, общаясь с ним как парень. |            | |                               | |                     |                                 |                                                             |             |
| 212 | 38         | «Записки из Подполья: Назад во 2-е Измерение» «Tales From Resistance»                                                               | Роберт Ф. Хьюз                | Сюжет: Джим Бёрнштейн Сценарий: Джошуа Прюетт, Майк Белл, Кайл Менк и Майкл Дайдерих | 9 января 2015       | 25 ноября 2014                  | 6 марта 2015 16 мая 2014 (ПлюсПлюс)                         | 423         |
| Эпизод повествует о событиях во Втором Измерении спустя 2 месяца после того, как Финес и Ферб покинули его. Финес и Ферб из Второго Измерения начинают жить счастливой жизнью вместе с Перри-Киборгом. Все мирно, и даже «ОБКА» не торопится восстанавливать свою работу, но Кендэс все ещё настороже. Внезапно на город нападают бывшие секретные агенты, которые стали киборгами. Сначала подозревают Хайнца Фуфелшмертца, хотя он и находится за решёткой со своим паровозиком Чух-Чух, но он переводит подозрения на Шарлин Фуфелшмертц, с которой они официально в разводе. |            | |                               | |                     |                                 |                                                             |             |
| 213 | 39         | «Живи и дай кататься другим» «Live and Let Drive»                                                                                   | Сью Перротто                  | Сюжет: Джефф «Свомпи» Марш, Джим Бёрнштейн, Мартин Олсон и Скотт Петерсон Сценарий: Эдди Питтман и Джо Оррантия                                                                                     | 11 июля 2014        | 1 марта 2014                    | 21 сентября 2014 3 июня 2014 (ПлюсПлюс)                     | 424а        |
| Доктор Фуфелшмертц решает выиграть приз за победу в автогонках, облучив Мне-нету-дела-инатором лучшего гонщика Паоло Вандербика. Перри должен спасти ситуацию. |            | |                               | |                     |                                 |                                                             |             |
| 214 | 40         | «Возвращение гадкого кролика» «The Return of the Rogue Rabbit»                                                                      | Роберт Ф. Хьюз                | Сюжет: Скотт Петерсон Сценарий: Майкл Б. Синглтон и Майкл Дайдерих | 11 июля 2014        | 16 июня 2014                    | 21 сентября 2014 3 июня 2014 (ПлюсПлюс)                     | 424b        |
| Фуфелшмертц устраивает побег из тюрьмы кролику Денису, агенту враждебной «ОБКА» организации, и дает ему скрытый экзоскелет с мощным вооружением для реванша над Перри. Финес и Ферб делают гигантскую марионетку, чтобы сыграть спектакль Изабеллы в большом масштабе, и Перри использует её, чтобы победить Фуфелшмертца и кролика Дениса. |            | |                               | |                     |                                 |                                                             |             |
| 215 | 41         | «Затерянные в Дэнвилле» «Lost in Danville»                                                                                          | Сью Перротто                  | Сюжет: Деймон Линделоф Сценарий: Эдди Питтман и Джо Оррантия | 23 января 2015      | 29 сентября 2014                | 25 октября 2014 16 мая 2014 (ПлюсПлюс)                      | 425a        |
| Во двор Флиннов-Флетчеров прилетела загадочная капсула. Ребята решают узнать, что в ней. В это время Фуфелшмертца похищает доктор Тайнственность, и Фуфелшмертц учит его быть более общительным с теми, против кого направлены его злобные планы. |            | |                               | |                     |                                 |                                                             |             |
| 216 | 42         | «Метод Инатора» «The Inator Method»                                                                                                 | Сью Перротто                  | Сюжет: Дени Ветер Сценарий: Эдвард Ривера и Патрик О'Коннор | 23 января 2015      | 29 сентября 2014                | 25 октября 2014 16 мая 2014 (ПлюсПлюс)                      | 425b        |
| Финес и Ферб сооружают огромный макет Солнечной системы и устраивают гонки, в то время как Кендэс делает дома уборку и одновременно играет в онлайн-игру со Стейси. А Фуфелшмертц устраивает рекламный семинар продаж любых товаров и услуг с использованием своего -инатора. |            | |                               | |                     |                                 |                                                             |             |
| 217 | 43         | «Уже не маленький» «Act Your Age»                                                                                                   | Роберт Ф. Хьюз                | Сюжет: Дени Ветер Сценарий: Берни Петтерсон и Ким Роберсон | 20 февраля 2015     | 9 февраля 2015                  | 6 марта 2015 12 августа 2014 (Интернет)                     | 426         |
| Прошло десять лет с момента основных событий мультсериала, Финес решает, в какой университет поступить. Он узнает, что Изабелла влюблена в него уже 11 лет, и пытается найти её, пока она не уехала в колледж, и признаться ей в любви. Тем временем Фуфелшмертц решает устроить себе кризис среднего возраста и почудить в компании с Перри, но быстро разочаровывается. Зато его дочь Ванесса получает возможность покататься с Фербом на оставшемся от чудачеств Хайнца жёлтом суперкаре и помочь Финесу догнать уехавшую Изабеллу. В серию был вставлен давно ожидаемый фанатами поцелуй Финеса и Изабеллы. |            | |                               | |                     |                                 |                                                             |             |
| 218 | 44         | «Финес и Ферб спасают лето» «Phineas and Ferb Save Summer»                                                                          | Сью Перротто                  | Сюжет: Дени Ветер Сценарий: Эдвард Ривера и Патрик О'Коннор | 20 июня 2014        | 9 июня 2014                     | 7 сентября 2014 12 августа 2014 (Интернет)                  | 427-428     |
| Кендэс находит видеозапись со сделанным ею в пятилетнем возрасте заданием для себя в будущем, и хочет его выполнить, но заминка с преодолением страха перед пауками. А Монограмма увольняют из-за закончившейся крупным штрафом массовой драки с членами злодейской организации «ЛЮБОВНИЧКИ», работа «ОБКА» дезорганизована. Тем временем Фуфелшмертц использует свой -инатор, чтобы отодвинуть Землю от Солнца, однако остальные злодеи заходят в использовании его изобретения слишком далеко. Финес и Ферб с Кендэс и друзьями по всему миру пытаются вернуть Землю на прежнюю орбиту, а Монти Монограмм и Карл пытаются восстановить контроль за ситуацией, но пока -инатор работает, их усилий недостаточно. Хайнцу, обиженному на майора Монограмма, что тот его вовремя не остановил, приходится лично вступить в схватку со злым учёным Родни, чтобы уничтожить своё изобретение. |            | |                               | |                     |                                 |                                                             |             |
| 219 | 45         | «Ночь живых аптекарей» «Night of the Living Pharmacists»                                                                            | Сью Перротто                  | Сюжет: Дени Ветер Сценарий: Эдвард Ривера и Патрик О'Коннор | 4 октября 2014      | 10 октября 2014                 | 31 октября 2014                                             | 429/430     |
| Финес и Ферб изобретают прибор, который делает их упругими и прыгучими как резина, Изабелла пытается признаться в любви и получить значок за душевную храбрость. Тем временем Фуфелшмертц делает -инатор, который сделал бы его брата противным, и оказалось, что превратившийся в подобие Хайнца Роджер может своим прикосновением превращать других людей в своё подобие (если не помешает электроизоляция). Хайнц веселится, пока не понимает, что опасность грозит и его дочери Ванессе. К гостившей у Ванессы Кендэс присоединяется компания Финеса и Ферба, Фуфелшмертц привозит на вертолёте Перри, и все вместе они начинают собирать устройство, чтобы превратить похожих на аптекарей клонов Хайнца обратно в нормальных людей. |            | |                               | |                     |                                 |                                                             |             |
| 220 | 46         | «Звездные войны» «Phineas and Ferb: Star Wars»                                                                                      | Сью Перротто                  | Сюжет: Дени Ветер Сценарий: Эдвард Ривера и Патрик О'Коннор | 26 июля 2014        | 4 августа 2014                  | 5 декабря 2014 18 ноября 2014 (DVD)                         | 431/432     |
| Финес и Ферб живут на планете Татуин рядом с героями Звёздных войн, и им в руки попадают похищенные агентом Перри чертежи Звезды Смерти. Изабелла работает капитаном транспортного корабля и помогает им, а Кендэс вместе с Бьюфордом и Балджитом служат имперскими штурмовиками и пытаются их прижучить. Дартеншмерц изобретает ситхинатор, который поражает Ферба и превращает его в ситха. Перед уничтожением «Звезды Смерти» повстанцами гёрл-скауты успевают вывезти с неё всех работников и бюрократов. Повстанцы устраивают праздничный концерт, где Финес и Изабелла целуются. |            | |                               | |                     |                                 |                                                             |             |
| 221 | 47         | «Последний день лета» «Last Day of Summer»                                                                                          | Сью Перротто и Роберт Ф. Хьюз | Сюжет: Дени Ветер, Скотт Петерсон, Джим Бёрнштейн и Мартин Олсон Сценарий: Алики Теофилопоулос-Граффт, Бёрни Петтерсон, Calvin Suggs, Джон Мефот, Джошуа Прюетт, Каз, Ким Роберсон и Майкл Дайдерих | 12 июня 2015        | 12 июня 2015                    | 31 августа 2015                                             | 433/434     |
| Наступает 104-й, последний день летних каникул, последний шанс Кендэс прижучить братьев. После неудачи она идет домой к Ванессе, чтобы возвратить ей DVD. Там она находит ещё не испытанный «Повторитель-инатор» доктора Фуфелшмертца, с помощью которого можно откатить день назад, и запускает его, чтобы повторить прижучивание с учётом прошлых ошибок. Фуфелшмертц тоже использует дополнительный шанс, чтобы вернуть Ванессу, которая рассердилась, что он её не слушает, и ушла. Ради дочери Хайнц создаёт пост губернатора Триштатья и побеждает на выборах, но оказалось, что Ванесса поступила стажёром в «ОБКА», и хотела убедить папу, что он на самом деле не злой. Тем временем «Повторитель-инатор» продолжает работать, дни повторяются, но с каждым разом всё короче и в перспективе время должно схлопнуться до нуля, и с каждым повтором что-то из этого мира исчезает. Когда исчезают Финес, Ферб, и продолжающий работать «Повторитель-инатор», Фуфелшмертц с помощью Перри и Ванессы начинает срочно делать «Дни-расширитель-инатор», а Кендэс и друзья Финеса и Ферба с помощью Балджита отправляются спасать их в тот мир, куда они перенеслись. Культурные отсылки: День сурка. |            | |                               | |                     |                                 |                                                             |             |
| Special | Special    | «Финес и Ферб: Марафон-клиптастик с участием Келли Осборн» «Phineas and Ferb Musical Cliptastic Countdown Hosted by Kelly Osbourne» | Ким Роберсон                  | Сюжет: Бобби Гейлор (Сценарий) | 28 июня 2013        | 13 июля 2013                    | 10 мая 2014                                                 | 435         |
| Пришло время для второго музыкального клиптастического марафона Финеса и Ферба, где будут показаны 10 лучших песен 2 и 3 сезонов! Монограмм и Фуфелшмертц уже готовы его вести, но оказывается, что главной ведущей будет Келли Осборн. Постепенно разгорается спор насчет распределения ролей соведущих и Хайнц решает использовать против Келли свой «Брысь-инатор», которым он отгонял от дочери ухажеров в серии «Ванессивный шоппинг». |            | |                               | |                     |                                 |                                                             |             |
| 222 | 48 (Спец.) | «Архивы О.Б.К.А.» «O.W.C.A. Files»                                                                                                  | Роберт Ф. Хьюз                | Сюжет: Алики Теофилопулос, Берни Петтерсон, Кэлвин Саггс, Эдди Питтман, Джон Мэтот, Ким Роберсон, Кайл Менке, Майк Белл, Джошуа Пруэтт, Мартин Олсон и Скотт Петерсон.                              | 9 ноября 2015       | 15 января 2016                  | 14 декабря 2015                                             | 436/437     |
| Это эпизод посвященный приключениям нового агента «О.Б.К.А.» Хайнца Фуфелшмертца, под руководством Перри, проходящего вместе с другими агентами-новичками тренировку для работы в команде, когда они все вместе оказались вынуждены противостоять планам Профессора Парентеза, поставившего своей целью уничтожение их организации. |            | |                               | |                     |                                 |                                                             |             |